# 亞歷山大公園
亞歷山大公園（羅馬化：Aleksandrovsky sad）是莫斯科第一批公園之一，它位於克里姆林宮西部長牆，在莫斯科馬場前方。

## 历史
在涅格林納亞河被改成地下水管後，原有河床被改建為公園。工程在1819年至1823年進行，由Osip Bove設計。完工後以當時俄國沙皇亞歷山大一世命名。這個公園由三個不同園林組成，沿著克里姆林宮西牆的總長度是865米。
公園最顯著的景點是克里姆林宮外Kutafya寶塔。

## 外部連結
- 维基共享资源上的相關多媒體資源：亞歷山大公園